# Luis Díez-Picazo
Luis Díez-Picazo y Ponce de León (Burgos, 1 de setembre de 1931-Madrid, 31 d'octubre de 2015) va ser un jurista, professor universitari i escriptor espanyol; magistrat del Tribunal Constitucional d'Espanya entre 1980 i 1989.

## Biografia
Díez-Picazo va ser el major dels nou fills del matrimoni entre Luis Díez-Picazo González i María Victoria Ponce de León Belloso. Es va llicenciar en Dret en la Universitat Complutense de Madrid en 1953. Va obtenir el premi extraordinari de llicenciatura i premi de la Fundació Montalbán al millor expedient acadèmic. Posteriorment es va doctorar en Dret a la mateixa casa d'estudis en 1956, amb una tesi titulada “L'àrbitre d'un tercer en els negocis jurídics”, sent premi extraordinari del doctorat i de la Fundació Comtessa de Maudes. En 1956 va guanyar per oposició plaça de jutge de Primera Instància i Instrucció, que va exercir per un breu espai de temps. Des de llavors es va dedicar a l'advocacia, excepte el període en què va ser Magistrat del Tribunal Constitucional, entre 1980 i 1989. En 1963 va obtenir la càtedra de Dret Civil en la Universitat de Santiago de Compostel·la incorporant-se aquest mateix any a la Universitat de València i en 1972 a la Universitat Autònoma de Madrid, on va seguir impartint les seves classes com a professor emèrit.
Va ser catedràtic de Dret Civil a les Universitats de Santiago de Compostel·la (1963), València (1964) i Autònoma de Madrid (1972), professor emèrit de la Universitat Autònoma de Madrid (2001). Des de 1978 va ser de president de la Secció de Dret Civil de la Comissió General de Codificació, òrgan que realitza tasques prelegislatives pròpies del Ministeri de Justícia, i per aquest concepte va ser Conseller d'Estat.
Va ser membre de l'Acadèmia Europea i del Col·legi Lliure d'Emèrits, doctor honoris causa de les universitats Carlos III de Madrid, València, Màlaga, Universitat de Valparaíso (Xile) i per la de Buenos Aires (Argentina), acadèmic de nombre de l'Acadèmia de Dret de Perú i acadèmic corresponent de l'Acadèmia Nacional de Dret i Ciències Socials de Còrdova (Argentina), professor honorari de la Universitat Nacional Major de San Marcos (Lima-Perú), de la Universitat de Lima (Perú), i de les Universitats d'Arequipa i de San Agustín d'Arequipa (Perú). Des de l'any 2012 va ser President de la Reial Acadèmia de Jurisprudència i Legislació.

## Obres
- Sistema de Dret Civil, volum I, II, III i IV
- Fonaments del Dret Civil Patrimonial
- Comentari a la llei sobre condicions generals de contractació
- Els principis del Dret europeu de contractes
- Memòries de plets
- Doctrina dels actes propis
- Experiencies jurídiques i teoría del Dret